# Lonquimay (ort)
Lonquimay är en ort i Argentina.   Den ligger i provinsen La Pampa, i den centrala delen av landet, 500 km väster om huvudstaden Buenos Aires. Lonquimay ligger 142 meter över havet och antalet invånare är 1 672.
Terrängen runt Lonquimay är mycket platt. Runt Lonquimay är det mycket glesbefolkat, med 2 invånare per kvadratkilometer.. Närmaste större samhälle är Catriló, 19,3 km öster om Lonquimay.
Trakten runt Lonquimay består till största delen av jordbruksmark.